# Mumigomera
Mumigomera är ett periodiskt vattendrag som ingår i gränsen mellan Burundi och Tanzania, ett biflöde till Lumpungu.